# Honorije I.
Honorije I., papa od 27. listopada 625. do 12. listopada 638.